# Elyesa Bazna

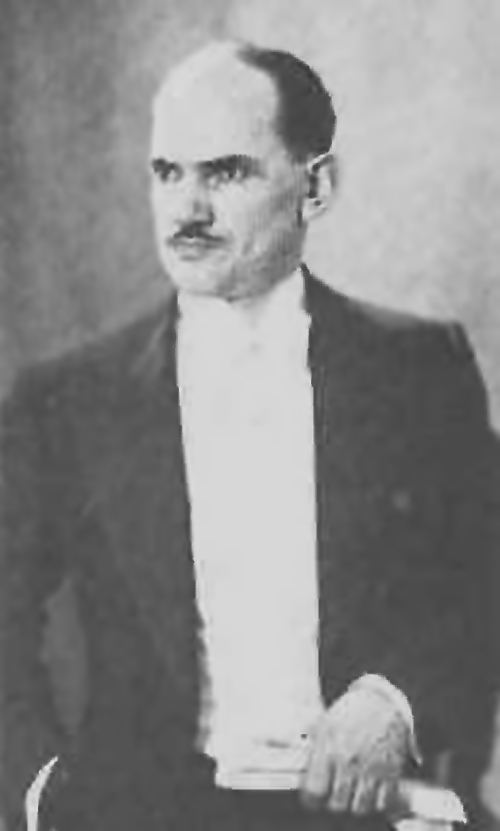
Elyesa Bazna

Elyesa Bazna, albanisch Iliaz Bazna, Deckname Cicero, (* 28. Juli 1904 in Priština; † 23. Dezember 1970 in München) war von Oktober 1943 bis März 1944 in Ankara als Spion für den deutschen Sicherheitsdienst des Reichsführers SS (SD) tätig.

## Leben

### Vorgeschichte
Die Familie von Bazna zog vor dem Ersten Weltkrieg nach Istanbul um. Dort ging Elyesa in die Schule und arbeitete später bei einer französischen Militärtransporteinheit. Aufgrund verschiedener Diebstähle kam er für drei Jahre in ein Arbeitslager in Frankreich, wo er anschließend in einer LKW-Firma arbeitete. Zurück in der Türkei arbeitete er sieben Jahre als Kammerdiener beim jugoslawischen Botschafter und danach kurze Zeit für den amerikanischen Militärattaché. In dieser Zeit war er verheiratet und hatte vier Kinder. Bei einem deutschen Professor nahm er Gesangsunterricht. Ein Konzert wurde jedoch zu einem finanziellen Misserfolg.
1942 arbeitete er in Ankara als Kammerdiener für den deutschen Geschäftsmann Albert Jenke, der 1943 Mitarbeiter in der deutschen Botschaft wurde. Anschließend wurde er Kammerdiener des Ersten Sekretärs der britischen Botschaft, Douglas Busk, und schließlich für den Botschafter Hughe Montgomery Knatchbull-Hugessen.

### Oktober 1943 bis März 1944
Elyesa Bazna war in dieser Zeit als Kammerdiener des britischen Botschafters Hughe Montgomery Knatchbull-Hugessen in Ankara beschäftigt. Sir Hughe nahm gegen die Vorschriften wichtige Urkunden in seine Privatwohnung mit. Dort konnte Bazna diese heimlich mit einer normalen Leica-Kamera und einem improvisierten Stativ fotografieren. Im Oktober 1943 bot er der deutschen Botschaft in Ankara eine Filmrolle für 20.000 und zwei weitere für je 15.000 Pfund an. Botschafter Franz von Papen, Außenminister Joachim von Ribbentrop und der Leiter des SD Walter Schellenberg stimmten diesem außergewöhnlich teuren Angebot zu.
Der direkte Kontakt zu dem Spion lief über den Wirtschafts-Attaché der deutschen Botschaft, Ludwig Carl Moyzisch, der in Wirklichkeit der für Ankara verantwortliche Mitarbeiter des SD war. Bazna erhielt den Decknamen ‚Cicero‘.
Als Motiv gab er damals angeblichen Hass auf die Briten an, später aber in seinen Memoiren den Wunsch nach Reichtum. Insgesamt verschaffte er den Deutschen vierzig bis fünfzig Filmrollen mit etwa 400 Fotos. Mit einem
Agentenlohn von rund 300.000 Pfund, damals ein Gegenwert von 1,2 Millionen US-Dollar, war er der bis dahin bestbezahlte Spion der Welt. Allerdings handelte es sich überwiegend um gefälschte britische Pfundnoten, die aus der Operation Bernhard des SD stammten.
Bedeutung und Geheimhaltungsstufen seiner Dokumente waren sehr hoch, darunter Informationen zur britischen Nahostpolitik und den Versuch, die Türkei ins alliierte Lager zu ziehen, zur Konferenz von Teheran und über die geplante zweite Front in Europa. Über die bevorstehende Landung der Alliierten in der Normandie am 6. Juni 1944 waren ihm allerdings bis auf den Decknamen (Overlord) keine Informationen zugänglich. Während SD-Chef Walter Schellenberg die Dokumente für authentisch hielt, war der Außenminister Joachim von Ribbentrop der Meinung, dass es sich um Fälschungen des britischen Geheimdienstes handele. Aufgrund dieses Misstrauens und von Kompetenzgerangel zwischen SD und Auswärtigem Amt wurden die von Cicero gewonnenen Erkenntnisse in Berlin nicht ausreichend verwertet.
Um den 20. Dezember 1943 verwendete der deutsche Botschafter von Papen in einem Gespräch mit dem türkischen Außenminister Numan Menemencioğlu geheime Informationen aus einem Cicero-Dokument. Dieser warnte umgehend den britischen Botschafter vor einer eventuellen undichten Stelle in Ankara. Eine Sicherheitsüberprüfung in der britischen Botschaft ergab, es würde kein solches Leck geben und dem Botschafter sei vermutlich bei einer Zugreise von einem mit den Deutschen sympathisierenden Angestellten von İsmet İnönü vorübergehend ein Dokument entwendet worden. Bazna schied als Verdächtiger aus, da man ihn nicht für intelligent genug hielt. Allerdings wurden die Sicherheitsmaßnahmen in der Botschaft verschärft, was dem Spion die Arbeit etwas erschwerte.
Nach dem 24. Dezember 1943 wurde Allen Welsh Dulles, Repräsentant des amerikanischen Geheimdienstes Office of Strategic Services (OSS) in Bern, von dem deutschen Hitlergegner und Spion Fritz Kolbe über einen Agenten in Ankara namens Cicero informiert. Kolbe war im Berliner Außenministerium beschäftigt, wo die Telegramme aus Ankara über seinen Tisch liefen. Abschriften einiger dieser Telegramme brachte er nach Bern mit. Am 15. Januar informierte der amerikanische Präsident Franklin D. Roosevelt den britischen Premierminister Winston Churchill, dass dem OSS deutsche Papiere vorlagen, die zeigten, dass Berlin über die Kairo-Konferenz vom 22. bis zum 26. November 1943 genauestens informiert war.
Dem OSS gelang es, Anfang Januar 1944 die Deutsche Cornelia Kapp als Sekretärin von Moyzisch in die deutsche Botschaft in Ankara einzuschleusen. Es gelang ihr jedoch bis zu ihrer Flucht zu den Amerikanern am 9. April 1944 nicht, die Identität von Cicero zu lüften.
Am 10. Februar 1944 berichtete die britische Presse, dass ein deutscher Geheimdienstmitarbeiter, der in Istanbul beschäftigt gewesen war, mit seiner Ehefrau zu den Alliierten übergelaufen sei. Es handelte sich um Erich Vermehren, der aber nicht für den SD, sondern für die Abwehr, den konkurrierenden deutschen Nachrichtendienst der Wehrmacht, arbeitete. Daher war er keine Gefahr für Cicero.
Bazna gab im März 1944 seinen Posten als Kammerdiener auf, da er einerseits befürchtete, irgendwann bei seiner Arbeit ertappt zu werden, und andererseits bereits zu genügend Reichtum gekommen war. Erst nach seinem Abgang wurde der britische Geheimdienst MI6 in Ankara vom OSS informiert.

### Nachwirkung
Mit seinem Barvermögen begann Bazna nach dem Krieg mit staatlicher Unterstützung in Bursa ein Luxushotel zu errichten. Nachdem aber Banknoten, die zu ihm zurückverfolgt werden konnten, von der Bank of England als Fälschungen erkannt worden waren, löste sich sein Vermögen in Luft auf. Über zwei Jahrzehnte musste er ums Überleben kämpfen und seine durch Falschgeldzahlungen entstandenen Schulden abtragen. Er gab u. a. Gesangsunterricht, handelte mit Gebrauchtwaren und trat als Baritonsänger auf.
Weltweit bekannt wurde der Fall 1950 durch Gerüchte in der Presse und kurz darauf durch die Memoiren von Ludwig C. Moyzisch, der 'Ciceros' Kontaktmann in der deutschen Botschaft gewesen war.
Der britische Botschafter Hughe Montgomery Knatchbull-Hugessen, der 1947 in Rente gegangen war, hatte 1949 in seinen Memoiren Diplomat in peace and war den Fall Cicero mit keinem Wort erwähnt. Moyzischs Buch zwang das House of Commons, sich im Oktober 1950 mit dem Thema zu beschäftigen. Außenminister Ernest Bevin räumte
den Fall Cicero mit dem Hinweis, der Feind habe nur Kopien, aber keine Originalpapiere erhalten, ein.
Er stellte fest, dass der Spionagefall unmöglich gewesen wäre, wenn sich der Diplomat an die Regeln für den Umgang mit geheimen Dokumenten gehalten hätte. Auch wenn diese Feststellung für Sir Hughe äußerst peinlich war, blieb sie für ihn ohne Folgen.
1951 wurde die Spionagestory von Joseph L. Mankiewicz unter dem Titel Five Fingers (dt. Der Fall Cicero) verfilmt. Die Hauptrolle spielte James Mason. Dieser Film gibt Authentizität vor, bewegt sich aber, was die Persönlichkeit des Spions, eine frei erfundene Partnerin und den Ausgang der Handlung angeht, fernab der realen Begebenheiten. Dennoch prägte er die Rezeption dieses Spionagefalles u. a. dahingehend, dass Cicero Details der alliierten Landung im Juni 1944 in Nordfrankreich geliefert haben soll.
1954 schrieb Bazna den bundesdeutschen Kanzler Konrad Adenauer an. Seine Forderung nach Entschädigung in Höhe von 150.000 Pfund wegen der Falschgeldzahlung durch den SD wurde nach einigen Monaten vom Außenministerium abgelehnt.
1962 kontaktierte er Hans Nogly, der mit ihm das Buch Ich war Cicero veröffentlichte. In diesem Zusammenhang arrangierte Nogly ein Treffen mit Moyzisch in Innsbruck, der den ehemaligen Spion identifizierte. Auch wenn das Buch in mehreren Sprachen erschien, hatte es nur geringen finanziellen Erfolg.
In den 1970er Jahren wurde die Theorie in die Welt gesetzt, Cicero sei Teil eines Täuschungsmanövers des britischen Secret Intelligence Service (SIS) gewesen. Anthony Cave Brown berief sich dabei auf ein angebliches Zitat von Stewart Menzies, zur Zeit der Cicero-Affäre Chef des SIS: Of course Cicero was under our control. Nigel West zeigte 1984 in einem Buch über Spionagemythen im Zweiten Weltkrieg auf, dass Cicero nicht vom SIS geführt worden sein kann. Die Doppelagenten-Theorie gilt inzwischen als endgültig widerlegt.
Elyesa Bazna war zweimal verheiratet und hatte acht Kinder. Seine letzten Jahre lebte er in München und soll dort als Nachtwächter gearbeitet haben. Er starb im Alter von 66 Jahren in München und wurde unter seinem richtigen Namen auf dem Friedhof am Perlacher Forst beigesetzt.

## Film
- Joseph L. Mankiewicz (Regie), Michael Wilson (Drehbuch): Five Fingers. Twentieth Century-Fox. USA 1952. Deutsch: Der Fall Cicero
- Rudolf Nussgruber (Regie), Hans Nogly, Hans-Dieter Bove (Drehbuch): Ich war Cicero. Zweites Deutsches Fernsehen. BRD 1963.
- Serdar Akar (Regie), Gürkan Tanyaş (Drehbuch):  Çiçero . Türkei 2019